# 메이의 집사
《메이의 집사》(일본어: メイちゃんの執事 메이찬노 시쓰지[*])는 일본의 만화가 미야기 리코의 순정만화이다. 2006년부터 〈마가렛〉에서 연재 중이며, 단행본은 20권으로 완결이 났다.(2013년 1월 기준).
2009년에는 1월 13일부터 3월 17일까지 후지 TV에서 텔레비전 드라마로 방송되었다.
2011년 1월, 무대화되어 다카라즈카 가극 호시구미에서 상연되었다.

## 텔레비전 드라마
후지 TV 계열에서 2009년 1월 13일부터 같은 해 3월 17일까지 매주 화요일 21:00 - 21:54에 방송됐다. 첫회는 22:09까지 15분 확대 방송되었다. 하이비젼 제작. 통칭 〈"메이 집"〉
텔레비전 드라마화가 발표 된 2008년 말부터 방송 개시 후 2009년 1월까지 1개월 동안, 원작 만화는 200만부를 발행했고, 누계 발행 부수가 240만부에 올랐다.

### 등장 인물
- 혼고(시노노메) 메이 - 에이쿠라 나나
- 시바타 리히토 - 미즈시마 히로
- 시바타 켄토 - 사토 다케루
- 혼고 시오리 - 야마다 유
- 시노부 - 무카이 오사무
- 류온지 이즈미 - 이와사 마유코
- 마마하라 미루쿠 - 요시다 리코
- 야마다 다미 - 다니무라 미쓰키
- 나카모토 미후유 - 기타가와 히로미
- 나카모토 나츠미 - 호시이 나나세
- 네즈 - 교 노부오
- 구쓰나 시오리
- 고지마 하루나 (AKB48)

### 주제가
- ROCK'A'TRENCH 〈My Sunshine〉

### 방송일 및 부제, 시청률
| 각화                                      | 방송일          | 부제                             | 시청률 |
| ----------------------------------------- | --------------- | -------------------------------- | ------ |
| 제1화                                     | 2009년 1월 13일 | 여성의 욕망 실현 꽃미남 집사들!! | 14.9%  |
| 제2화                                     | 2009년 1월 20일 | 목숨을 걸고 지키자!!             | 14.8%  |
| 제3화                                     | 2009년 1월 27日 | 당신을 따르고 싶다               | 14.4%  |
| 제4화                                     | 2009년 2월 3일  | 당신을 원해                      | 12.0%  |
| 제5화                                     | 2009년 2월 10일 | 리히토가 껴안은                  | 13.6%  |
| 제6화                                     | 2009년 2월 17일 | 켄토의 대 고백!!                 | 14.0%  |
| 제7화                                     | 2009년 2월 24일 | 내 곁에                          | 13.1%  |
| 제8화                                     | 2009년 3월 3일  | 결투!! 리히토 vs 켄토            | 13.5%  |
| 제9화                                     | 2009년 3월 10일 | 죽지 않은, 리히토                | 13.4%  |
| 최종화                                    | 2009년 3월 17일 | 라스트kiss                       | 16.6%  |
| 평균 시청률: 14.1%                        |                 |                                  |        |
| (시청률은 간토 지방·비디오 리서치사 조사) |                 |                                  |        |

| 후지 TV 화요일 21시 드라마                     | 후지 TV 화요일 21시 드라마          | 후지 TV 화요일 21시 드라마          |
| 이전 작품                                      | 작품명                              | 다음 작품                           |
| ---------------------------------------------- | ----------------------------------- | ----------------------------------- |
| 세레브와 가난한 타로 (2008.10.14 - 2008.12.23) | 메이의 집사 (2009.1.13 - 2009.3.17) | 우리집 남자 (2009.4.14 - 2009.6.23) |